# Spigoli (singolo)
Spigoli è un singolo del cantante italiano Carl Brave, pubblicato il 13 maggio 2020 come terzo estratto dal secondo album in studio Coraggio.

## Descrizione
Il brano è stato scritto e interpretato dallo stesso Carl Brave con Mara Sattei e Thasup, quest'ultimo anche produttore del brano con Brave. La canzone si caratterizza musicalmente per l'incrocio tra sonorità hip hop e trap con quelle elettroniche, senza trascurare la melodia tipica della musica pop.

## Tracce
Testi di Carlo Luigi Coraggio, Davide Mattei e Sara Mattei, musiche di Carlo Luigi Coraggio e Davide Mattei.
1. Spigoli – 4:16

## Classifiche

### Classifiche settimanali
| Classifica (2020) | Posizione massima |
| ----------------- | ----------------- |
| Italia            | 1                 |

### Classifiche di fine anno
| Classifica (2020) | Posizione |
| ----------------- | --------- |
| Italia            | 21        |